# Эстетизация политики
Концепция эстетизации политики была впервые выдвинута Вальтером Беньямином в качестве ключевого элемента фашизма.  Согласно Беньямину, «фашизм  вполне последовательно приходит к эстетизации политической жизни» в виде спектакля, в котором массам позволено выражать себя и самостоятельно выстраивать имущественные отношения, которые пролетариат, в свою очередь, стремится устранить, но при этом в таком режиме присутствует ограничение прав. Беньямин отметил:
Фашизм пытается организовать возникающие пролетаризированные массы, не затрагивая имущественных отношений, к устранению которых они стремятся. Фашизм видит свое спасение в том, чтобы дать этим массам не их права, а возможность выразить себя. Массы имеют право выстраивать имущественные отношения; фашизм стремится дать им самовыражение, сохраняя при этом собственность. Логический результат фашизма — введение эстетики в политическую жизнь. Человечество, которое во времена Гомера было зрелищем для олимпийских богов, стало таковым для себя. Коммунизм отвечает на это политизацией искусства.
Ответом на эстетизацию политики является противоположная идеология — политизация искусства.
Согласно этой концепции жизнь и всё, что с этим связано, рассматривается как искусство само по себе, это касается и политики в том числе. Таким образом, политика тоже имеет отношение к искусству и становится, в свою очередь, формой искусства, перекликаясь с художественной концепцией «жизнь как искусство».
Такая же идея также замечена в итальянском футуристическом движении, где она была постулирована в качестве главной мотивации для участия в фашистском режиме Италии.
С другой стороны, выражение «политизация эстетики» (или «политизация искусства») использовалось как термин для обозначения идеологически противоположного явления, которое наблюдалось в Советском Союзе, где искусство в конечном счете подчинено политической жизни и, следовательно, являясь ее результатом, отделено от нее, но его пытаются использовать в политических целях под видом концепции, вытекающей из теории о политической природе искусства. Историк Эмилио Джентиле подчеркивал, что эти две идеи не исключают друг друга, и в то же время оба режима в значительной степени отличаются друг от друга.
В первоначальной формулировке Беньямина политизация эстетики считалась противоположностью эстетизации политики, причем первая, возможно, указывалась как инструмент «мифологизации» тоталитарных фашистских режимов. В этом свете политизация эстетики была связана с революционной практикой, освобождающей силой, утешением, подчеркнутым тем фактом, что она являлась возможностью справиться с сильными ограничениями и цензурой. Политики рисуют рамки для общества, и какими они будут зависит от того, что разворачивается снаружи — будь то социально асоциальная или асоциально социальная идеология, таким образом даря им иллюзорную «реальность», но индивид способен выйти за пределы обыденного окружения и декораций, отстранившись от происходящего спектакля и вооружившись критическим мышлением.
Концепция Беньямина имеет связь с идеями книги Ги Дебора 1967 года «Общество спектакля» .

Также современный исследователь, доцент Калифорнийского университета в Лос-Анджелесе, Давид Панагия в своей работе «10 тезисов о политической эстетике» предлагает новый подход для понимания взаимосвязи эстетики и политики. Опираясь на труды Ханны Арендт, Ролана Барта, Жака Рансьера, автор исходит из принципа о том, что эстетика не может сводиться к категориям «истинного» и «ложного», поскольку основную роль в ней играет восприятие субъекта. Так, исследователь вводит одно из центральных понятий, а именно - «явленность (advenience) видимого», которое позволяет научиться видеть возможность пред-рассудочного момента переживания, противостоящего стереотипам. При этом в понимании автора восприятие не является неким пассивным процессом, наоборот, оно подразумевает активное взаимодействие зрителя с объектом и приятие его в себя. Таким образом, субъект одновременно является и объектом, а объект, в свою очередь, субъектом. Отсюда автор делает вывод, что политическая эстетика ставит эстетический опыт в прямую связь с политической жизнью, поскольку мы все «явлены» друг другу. Давид Панагия полагает, что темпоральность является безусловным условием возникновения политической эстетики, именно поэтому он считает глубинная онтология политической жизни может состояться только в разорванности:
«Политика буквально неуместна. Она — момент разрыва, возникающий из непосредственного мгновения явленности. Единственное правило демократии — необязательность правил; в этом родство демократии с эстетикой, вот почему демократическая политика всегда по природе эстетическая»
Далее автор предлагает идею взаимодействия разных точек зрения в рамках политической эстетики и затем формулирует главную проблему в политической эстетике, которая заключается в том, насколько возможно оперировать явленностью политических субъективностей при их невесомой значимости
Давид Панагия, анализируя современные тенденции в политической критике искусства, заявляет, что им свойственно подозрительное отношение к объекту, хотя первоначально эстетические объекты можно считать нейтральными или бесполезными, поскольку их эстетическая оценка возможно как раз в силу их неприменимости. Таким образом, эстетическое переживание в рамках политического не может быть сведено всего лишь к определенному «знанию», поскольку оно не имеет под собой каких-либо детерминаций. Поэтому оно эмансипирует нас от власти необходимости. Оно случайно, но это не значит, что оно неважно или что мы не должны над ним размышлять. Напротив, явленность эстетического опыта сама по себе уже есть политический факт.